# Римский дом (Провен)
Римский дом (Maison romane) — средневековое здание, расположенное в Верхнем городе Провена (департамент Сена и Марна, Франция) по адресу Рю-де-Пале, дом 12. Датируется XII веком, являясь одной из старейших построек города.
11 октября 1941 года дом был включён в реестр исторических памятников Франции. В настоящее время в здании находится городской Музей Провена.